# Milan Vušurović
Milan Vušurović (in serbo Милан Вушуровић?; Cettigne, 18 aprile 1995) è un calciatore montenegrino, centrocampista del Mornar.

## Caratteristiche tecniche
Trequartista, può giocare anche come ala sinistra.

## Palmarès

### Club

#### Competizioni nazionali
- Campionato montenegrino: 1

Buducnost: 2016-2017
- Coppa del Montenegro: 1

Lovcen: 2013-2014
- Campionato lettone: 1

Riga FC: 2018
- Coppa di Lettonia: 1

Riga FC: 2018